# Köthel (Lauenburg)
Köthel ist eine Gemeinde im Kreis Herzogtum Lauenburg in Schleswig-Holstein. Köthel ist der Fläche nach eine sehr kleine Gemeinde und steht in der Liste der flächenkleinsten Gemeinden in Deutschland an 62. Stelle.

## Geographie
Köthel liegt etwa 16 km nordwestlich von Schwarzenbek.
Der Ort wird durch den Fluss Bille in einen lauenburgischen und einen stormarnschen Teil geteilt, die jeweils eigenständige Gemeinden bilden.

## Geschichte
Köthel wurde als „Cotle“ im Jahr 1230 im Ratzeburger Zehntregister zum ersten Mal urkundlich erwähnt.
Um 1238 wurde ein Zisterzienser-Nonnenkloster nach Köthel angesiedelt, das 1240 als Kloster Reinbek in die heutige Stadt Reinbek verlegt wurde. Köthel blieb jedoch bis zur Auflösung des Klosters im Zuge der Reformation 1529 im Besitz des Klosters. Der nördlich der Bille liegende Teil des Ortes kam zum Amt Reinbek, der südliche an den Herzog von Lauenburg. Aus beiden wurden später eigenständige Gemeinden.
Seit 1962 gehört der lauenburgische Teil zum Amt Schwarzenbek-Land.

## Politik
Nach der Kommunalwahl 2023 hat die Wählergemeinschaft WGK weiterhin alle neun Sitze in der Gemeindevertretung.

### Wappen
Blasonierung: „In Silber eine grüne Wellenflanke, ein schmaler silberner und ein breiter blauer Wellenpfahl, daneben ein Schwarzstorch mit erhobenen rechtem Ständer, oben links eine schwarzer Brückenbogen aus Feldsteinen.“

## Sehenswürdigkeiten
In der Liste der Kulturdenkmale in Köthel (Lauenburg) stehen die in der Denkmalliste des Landes Schleswig-Holstein eingetragenen Kulturdenkmale.